# Горний (Саратовська область)
Горний (рос. Горный) — селище міського типу (з 1934) в Росії, муніципальне утворення у складі Краснопартизанського району Саратовської області.
Належить до муніципального утворення Горновське муніципальне утворення.

## Географія
Селище розташоване на річці Сакма (ліва притока Великого Іргиза). Залізнична станція Савельєвка на тупиковій залізничній гілці від лінії Пугачов — Єршов.

## Історія
Восени 1931 була розпочата розробка родовища горючих сланців у села Савеліївка. Спочатку селище при Савеліївському сланцевому руднику було підпорядковане цьому селу, розташованому за 7 км південніше. Статус самостійної адміністративно-територіальної одиниці був отриманий Гірським в 1934 році.
Існує дві версії походження назви селища: для будівництва шахт і видобутку сланцю були направлені досвідчені гірники Донбасу; назва селища пояснюється териконами породи, що залишилася після видобутку сланцю.
У 1933 році відкритим способом було видобуто 44000 тонн сланцю, а в 1934 році вже 55 тисяч тонн. У роки Великої Вітчизняної Війни місцеві сланці поставлялися на безліч об'єктів, найбільшим з яких була Саратовська ТЕС. Туди ж поставлявся цегла, виготовлена з сланцевої золи на цегельному зольному заводі. На руднику було відкрито чотири шахти.
Після відкриття родовища природного газу на території Саратовської області, видобуток сланцю став нерентабельним і в 1957 році шахти були закриті, рудоуправління ліквідовано. На базі Савеліївської ЦЕС, яка забезпечувало електрикою не тільки рудник, але ще й два десятка об'єктів була організована ділянка по виготовленню шлакоблоків. Згодом він виріс в найбільше на території району промислове підприємство — Горновський комбінат будівельних матеріалів (ГКСМ).
Населений пункт розташований у межах українського історичного та культурного регіону Жовтий Клин.
До 1936 року належало до Саратовського краю. Відтак належить до Саратовської області. Орган місцевого самоврядування від 2004 року — Горновське муніципальне утворення.

## Населення
| 1970  | 1979  | 1989  | 2002  | 2009  | 2010  | 2011  |
| ----- | ----- | ----- | ----- | ----- | ----- | ----- |
| 6238  | ↘5713 | ↗6578 | ↗7098 | ↘6453 | ↘5084 | ↘5079 |
| 2012  | 2013  | 2014  | 2015  | 2016  | 2017  | 2018  |
| ↘5048 | ↘5026 | ↘4930 | ↗4978 | ↘4968 | ↘4874 | ↘4747 |
| 2019  | 2020  |       |       |       |       |       |
| ↘4666 | ↘4565 |       |       |       |       |       |

| Росія | Це незавершена стаття з географії Росії. Ви можете допомогти проєкту, виправивши або дописавши її. |